# Eugène-Louis Hauvette-Besnault
Pour les articles homonymes, voir Hauvette.
Louis-Eugène Hauvette dit Hauvette-Besnault, né le 15 février 1820 à Malesherbes (Loiret), et mort le 20 juin 1888 à Malesherbes, est un indianiste français.

## Biographie
Reçu à l'agrégation de lettres en 1853, Louis-Eugène Hauvette-Besnault était professeur de sanskrit à l'École pratique des hautes études (EPHE). Il a traduit les tomes IV et V du Bhâgavata Purâna.
Il fut l'un des derniers élèves d'Eugène Burnouf. Parmi ses propres étudiants en sanskrit figurent James Darmesteter et Abel Bergaigne.
Louis-Eugène Hauvette a été professeur chargé de cours à l'Université de Paris en 1847-1848 puis de décembre 1851 à 1861. Il devient ensuite employé de l'administration centrale du Ministère de la Guerre, et est nommé en 1863 traducteur au Bureau des Archives du Ministère, fonction qu'il occupe toujours lorsqu'il est fait chevalier de la Légion d'honneur en 1878.
Il occupe parallèlement les fonctions de bibliothécaire de l'École normale supérieure,.
À son décès, il était directeur honoraire à l'École pratique des hautes études.
Louis-Eugène Hauvette est le père d'Amédée et Henri Hauvette et le beau-père de René Cagnat.

## Publications
- Épisode des grains de riz écrasés, 1886
- Le Mahâbhârata, poème épique de Krishna-Dwaipayana, traduit complètement pour la première fois du sanscrit en français, par M. Hippolyte Fauche. Compte rendu signé Hauvette-Besnault, 1867
- Le Bhâgavata purâna ou Histoire poétique de Kreichna, par Eugène Burnouf, Eugène Louis Hauvette-Besnault, Alfred Roussel et Jean Filliozat, 1881
- Morceaux choisis en prose et en vers des classiques anglais, par Frédéric-Gustave Eichhoff et Eugène-Louis Hauvette-Besnault, 1859
- Pantchâdhyâyi, ou les Cinq chapitres sur les amours de Crichna avec les Gopîs, extrait du Bhâgavata Purâna, livre X, chapitres XXIX-XXXIII, par Eugène-Louis Hauvette-Besnault, 1865
- Le Bhâgavata Purâna ou Histoire poétique de Kreichna par Eugène Burnouf, Eugène-Louis Hauvette-Besnault et Alfred Roussel, 1898